# 서까래

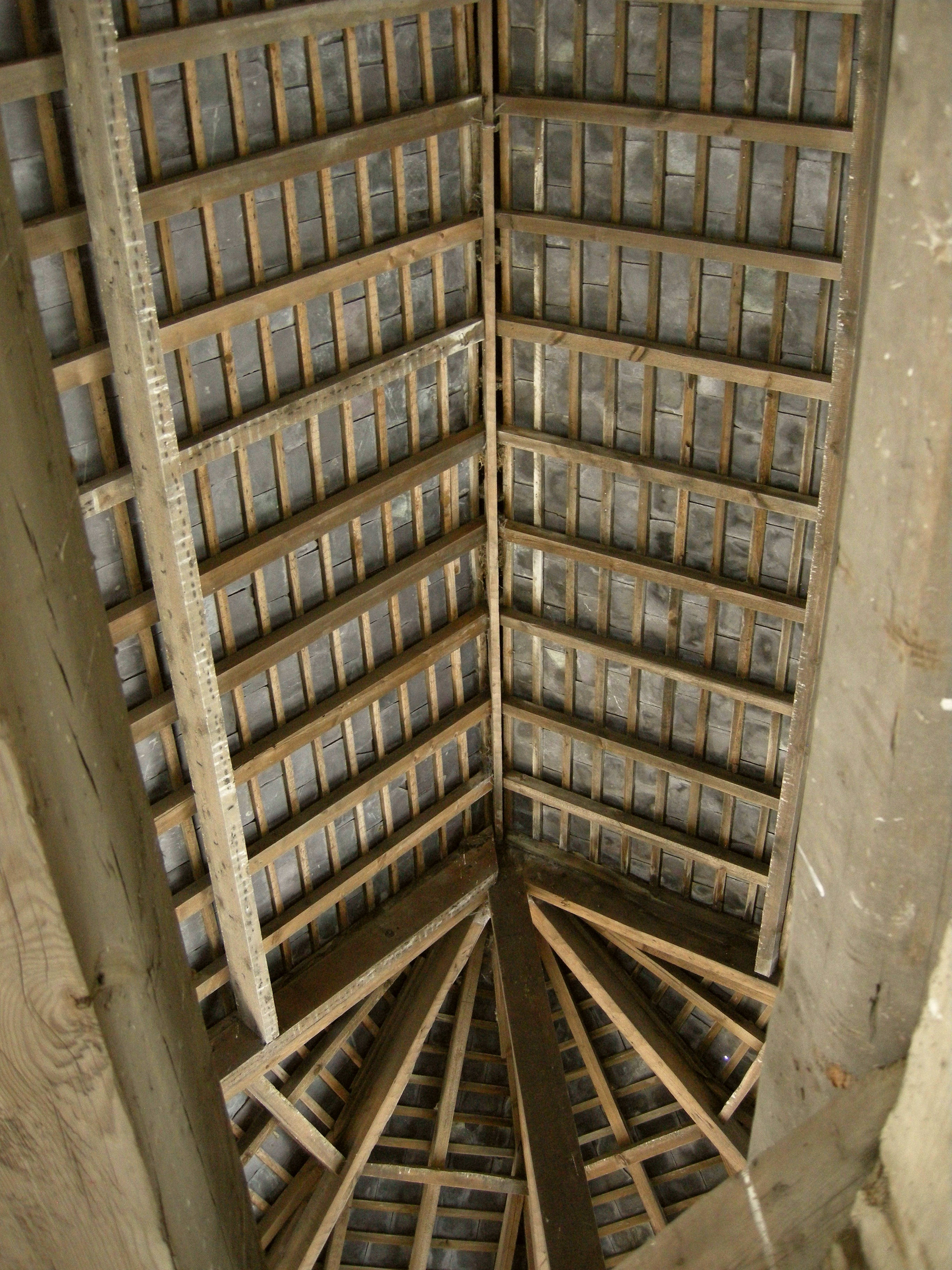
작은 연결보가 없는 서까래

서까래는 목조 건축물에서 지붕을 받쳐주는 갈비뼈 모양의 구조물로서 마룻대를 기준으로 해서 지붕을 이루는 가로대를 가리키는 단어이다. 마룻대에서 도리 또는 보에 걸치어 자른 뒤 그 위에 선자를 얹는다. 선자 서까래의 마지막 서까래는 막장이라고 한다.

## 같이 보기
- 트러스
- 목골조

## 참고 문헌
- 이 문서에는 다음커뮤니케이션(현 카카오)에서 GFDL 또는 CC-SA 라이선스로 배포한 글로벌 세계대백과사전의 내용을 기초로 작성된 글이 포함되어 있습니다.